# Мельниковское (сельское поселение, Удмуртия)
Мельниковское — упразднённое муниципальное образование со статусом сельского поселения в Можгинском районе Удмуртии Российской Федерации.
Административный центр — деревня Мельниково.
25 июня 2021 года упразднено в связи с преобразованием муниципального района в муниципальный округ.

## История
Статус и границы сельского поселения установлены Законом Удмуртской Республики от 13 июля 2005 года № 41-РЗ «Об установлении границ муниципальных образований и наделении соответствующим статусом муниципальных образований на территории Можгинского района Удмуртской Республики».

## Население
| 2008 | 2010  | 2012 | 2013 | 2014 | 2015 | 2016 |
| ---- | ----- | ---- | ---- | ---- | ---- | ---- |
| 1123 | ↘1011 | ↘985 | ↘975 | ↘962 | ↘945 | ↘938 |
| 2017 | 2018  | 2019 | 2020 |      |      |      |
| ↘911 | ↘905  | ↘885 | ↘857 |      |      |      |

## Состав сельского поселения
| №  | Населённый пункт | Тип населённого пункта          | Население |
| -- | ---------------- | ------------------------------- | --------- |
| 1  | Брагино          | деревня                         | →0        |
| 2  | Дома 1060 км     | населённый пункт                | →0        |
| 3  | Карамбай         | разъезд                         | ↘42       |
| 4  | Лесной           | посёлок                         | ↘28       |
| 5  | Мельниково       | деревня, административный центр | ↘317      |
| 6  | Пашур            | деревня                         | ↘3        |
| 7  | Подгорная        | деревня                         | ↘66       |
| 8  | Русский Пычас    | село                            | ↘455      |
| 9  | Русский Уленвай  | деревня                         | ↘1        |
| 10 | Сырьез           | деревня                         | ↗12       |
| 11 | Чурашур          | деревня                         | →60       |

Постановлением Государственного Совета Удмуртской Республики от 28 марта 2017 года № 970-V был упразднён населённый пункт Дома 1055 км Мельниковского сельсовета.